# Dominik Pavlíček
Dominik Pavlíček, psán též Domin Pavlíček, (21. února 1877 Brno – 31. ledna 1952 Brno) byl moravský redaktor a spisovatel.

## Život
Narodil se služebné Anně Svobodové 21. února 1877. Otec Dominik Pavlíček, mistr obuvnický, se s jeho matkou oženil 4. října 1877 a svého syna tak legitimizoval. Jeho bratr JUDr. Eduard Pavlíček (1882–1944) byl československý legionář v Rusku, konzul ČSR ve Vladivostoku.
Do první světové války byl Dominik považován za bouřliváka a bohéma, který měl blízký vztah k přírodě. Na počátku roku 1916 založil a do konce světové války vedl Moravskou družinu skautů. V letech 1912–1923 byl členem Moravského kola spisovatelů.
Ve 20. letech 20. století byl starostou Zemského společenstva koncesovaných realitních a úvěrních zprostředkovatelů pro Moravu. Do roku 1948 vlastnil v Brně realitní a finanční kancelář.
Dne 12. února 1918 se v Brně oženil s vdovou Marií Běhavou (rozenou Janotovou, 1880–1944), operní a operetní sólistkou brněnského Národního divadla. Podruhé se oženil 17. července 1946 v Brně (civilní sňatek) s Antonií Marádovou (1907).

### Zajímavosti

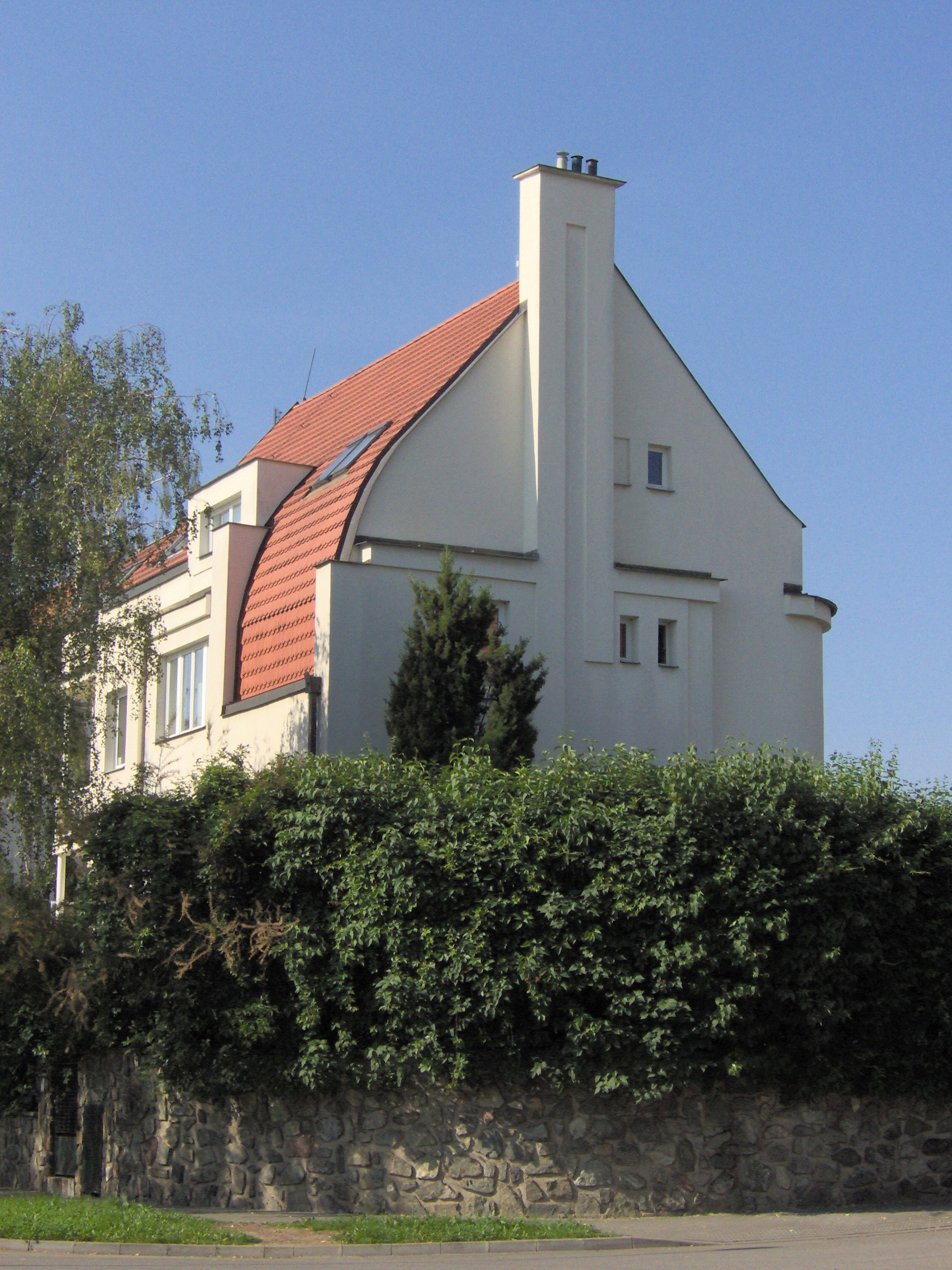
Brno, Lerchova, Pavlíčkův dům

- Vila, kterou si v Brně postavil v letech 1923–1924 a je známa pod názvem Pavlíčkův rodinný dům, vznikla podle projektu architekta Bohuslava Fuchse. Od roku 1958 je dům kulturní památkou.
- V roce 1931 zaznamenal tisk havárii automobilu, který spadnul u Popovic z mostu na železniční trať. Majitel vozu Dominik Pavlíček a jeho řidič byli těžce zraněni.[7]

## Dílo

### TýdeníkNedělea redaktorská činnost
Byl spoluzakladatelem, autorem vize a redaktorem (v letech 1903–1904) brněnského obrázkového týdeníku Neděle; ve své době se jednalo o nejvýznamnější moravský literární časopis. Spojoval autory mladší a střední generace a svou kvalitou se snažil přiblížit Volným směrům (které však měly mnohem příznivější podmínky jak finanční v podpoře spolku Mánes, tak personální v redakční spolupráci tehdejší umělecké elity). Pavlíček se podílel pouze na prvních patnácti číslech časopisu.
Později byl redaktorem v Lidových novinách, Moravských listech – redigoval zde Moravskou knihovnu, ve které vydal v roce 1912 soubor svých povídek Z města a venkova obchodních a řemeslnických časopisů. Dále redigoval mj.: Moravské hudební noviny 1909–1910, Dobrého bednáře 1913–1914, Dobrého koláře 1912–1913, Dobrého kupce 1914, Moderního holiče a kadeřníka 1913–1914). Své příspěvky zveřejňoval též v Lidových novinách. V období 1929–1933 vydával brněnský časopis Realitní kancelář.

### Knižní vydání
- Z města a venkova. Díl I – Brno: Moravská knihovna, mezi 1910 a 1920
- Platová úprava zaměstnanců na velkostatcích – Brno: vlastním nákladem, 1921